# ONE FOR YOU (曲)
「ONE FOR YOU」（ワン フォー ユー）は、瀧川ありさの楽曲で、進研ゼミ高校講座の「進級応援ソング」として書き下ろされた。2017年2月22日にSME Recordsより松任谷由実のカバー曲「ノーサイド」との両A面シングル『ノーサイド/ONE FOR YOU』として発売され、オリコン週間シングルチャートで最高位72位を獲得した。

## 背景
2017年2月22日に松任谷由実のカバー曲「ノーサイド」との両A面シングル『ノーサイド/ONE FOR YOU』として発売された。初回限定盤と通常盤の2形態で発売され、初回限定盤には「ノーサイド」のミュージック・ビデオが収録されたDVDが付属。なお、初回限定盤のディスクジャケットはアニメ『ALL OUT!!』描き下ろしイラストが使用されたスリーブケース仕様となっている。
「ONE FOR YOU」は、進研ゼミ高校講座の「進級応援ソング」として書き下ろされた楽曲で、出会いや別れを通した自身の成長が描かれている。瀧川は「受験生に向けて仲間との絆や旅立ちを歌う」というテーマを元に制作し、歌詞について「『ノーサイド』とは対になる曲だから、ここでどうやって自分らしさを意識した。曲自体はわりっとさくっとできたけど、歌詞には苦労した。」「ユーミンさんがいつもお茶をしていると噂されている喫茶店にディレクターさんと行って、願掛けのようにケーキを食べながら缶詰状態で歌詞を書いた。今だからこそ書けた歌詞だと思う。」と述べている。ミュージック・ビデオも制作されており、楽曲の世界観を表現したような内容となっているが、2020年現在ソフト化はされていない。
シングルのカップリング曲として収録されている「SUNDAY」も、瀧川によるオリジナル楽曲。楽曲について瀧川は、「私の中の商店街ソング」「1995年、1996年頃のSMAPの歌詞はものすごい『日常』。そんな歌詞を国民的アイドルが歌った時の化学反応がSMAPの凄さだと思う。そんな曲が作りたくて、OLの友人の話を聞きながら『日曜日って素敵なんだな』という想像を巡らせながら書いた。」と述べている。

## シングル収録曲
| #         | タイトル                                   | 作詞・作曲             | 編曲                | 時間  |
| --------- | ------------------------------------------ | ---------------------- | ------------------- | ----- |
| 1.        | 「ノーサイド」                             | 松任谷由実             | Saku 瀧川ありさ     | 4:47  |
| 2.        | 「ONE FOR YOU」                            | - 瀧川ありさ（作詞） - | 渡辺拓也 瀧川ありさ | 4:34  |
| 3.        | 「SUNDAY」                                 | 瀧川ありさ             | 渡辺拓也 瀧川ありさ | 3:56  |
| 4.        | 「ノーサイド -TV Size ver. Instrumental-」 |                        |                     | 4:46  |
| 5.        | 「ONE FOR YOU -Instrumental-」             |                        |                     | 4:33  |
| 合計時間: | 合計時間:                                  | 合計時間:              | 合計時間:           | 22:36 |

| #         | タイトル                                   | 作詞・作曲             | 編曲                | 時間  |
| --------- | ------------------------------------------ | ---------------------- | ------------------- | ----- |
| 1.        | 「ノーサイド」                             | 松任谷由実             | Saku 瀧川ありさ     | 4:47  |
| 2.        | 「ONE FOR YOU」                            | - 瀧川ありさ（作詞） - | 渡辺拓也 瀧川ありさ | 4:34  |
| 3.        | 「SUNDAY」                                 | 瀧川ありさ             | 渡辺拓也 瀧川ありさ | 3:56  |
| 4.        | 「ノーサイド -TV Size ver.-」              | 松任谷由実             |                     | 1:33  |
| 5.        | 「ノーサイド -TV Size ver. Instrumental-」 |                        |                     | 1:32  |
| 合計時間: | 合計時間:                                  | 合計時間:              | 合計時間:           | 16:22 |

| #  | タイトル                    | 作詞 | 作曲・編曲 | 監督 |
| -- | --------------------------- | ---- | ---------- | ---- |
| 1. | 「ノーサイド」(Music Video) |      |            |      |